# 14401 Reikoyukawa
14401 Reikoyukawa este un asteroid din centura principală de asteroizi.

## Descriere
14401 Reikoyukawa este un asteroid din centura principală de asteroizi. A fost descoperit pe 15 decembrie 1990 la Kitami de Kin Endate și Kazuro Watanabe. Asteroidul prezintă o orbită caracterizată de o semiaxă mare de 2,62 ua, o excentricitate de 0,19 și o înclinație de 11,8° în raport cu ecliptica.